# Archieparchie Polock
Archieparchie Polock byla archieparchie rusínské řeckokatolické církve, nacházející v Bělorusku.

## Území
Archieparchie zahrnovala všechny věřící byzantského ritu na území Běloruska.
Arcibiskupským sídlem bylo město Polock, kde se nacházel hlavní chrám eparchie katedrála svaté Sofie.

## Historie
Eparchie byla založena ve 13. století. Archieparchie vstoupila do společenství katolické církve roku 1596 při Brestlitevské unii.
V 17. století byla sjednocena in persona episcopi (v osobě biskupa) do archieparchie kyjevské.
Na synodu ruské pravoslavné církve roku 1839 v Polocku, byla anulována ex auctoritat Brestlitevská unie z roku 1596 a tím byla 25. března 1839 archieparchie zrušena a věřící byli nuceni vstoupit do ruské pravoslavné církve.

## Seznam biskupů
- Herman Zahorski (1596 - 1600/1601)
- Gedeon Brolnicki (1601 - 1618)
- Sv. Josafat Kuncevič, O.S.B.M. (1618 - 1623)
- Anastazy Antoni Sielawa (1624 - 1655)
- Gabriel Kolenda (1655- 1674)
- Cyprian Żochowski (1674 - 1693)
- Marcjan Białłozor (1697 - 1707)
- Sylwester Peszkiewicz (1710 - 1714)
- Florian Hrebnicki (1715 - 1762)
- Jason Junosza Smogorzewski (1762 - 1781)
- Herakliusz Lissowski (1783 - 1809)
- Jan Krassowski (1809 - 1826
- Jakub Martusiewicz (1826 - 1833)
- Jozafat Bułhak (1833 - 1838)